# Мунтень (Галац)
Мунтень, Мунтені (рум. Munteni) — село у повіті Галац в Румунії. Входить до складу комуни Мунтень.
Село розташоване на відстані 196 км на північний схід від Бухареста, 72 км на північний захід від Галаца, 137 км на південь від Ясс, 145 км на схід від Брашова.

## Населення
За даними перепису населення 2002 року у селі проживали 4427 осіб.
Національний склад населення села:
| Національність | Кількість осіб | Відсоток |
| -------------- | -------------- | -------- |
| румуни         | 3909           | 88,3%    |
| цигани         | 516            | 11,7%    |

Рідною мовою назвали:
| Мова      | Кількість осіб | Відсоток |
| --------- | -------------- | -------- |
| румунська | 3915           | 88,4%    |
| циганська | 510            | 11,5%    |